# Motocyklowe Grand Prix Katalonii
Motocyklowe Grand Prix Katalonii – eliminacja Mistrzostw Świata Motocyklowych Mistrzostw Świata rozgrywana od 1996 roku. Wyścigi odbywają się na Circuit de Catalunya.

## Lista zwycięzców
| Data             | Moto 3            | Moto 2           | MotoGP            |
| ---------------- | ----------------- | ---------------- | ----------------- |
| 6 czerwca 2021   | Sergio García     | Remy Gardner     | Miguel Oliveira   |
| 27 września 2020 | Darryn Binder     | Luca Marini      | Fabio Quartararo  |
| 16 czerwca 2019  | Marcos Ramírez    | Álex Márquez     | Marc Márquez      |
| 7 czerwca 2018   | Enea Bastianini   | Fabio Quartararo | Jorge Lorenzo     |
| 11 czerwca 2017  | Joan Mir          | Álex Márquez     | Andrea Dovizioso  |
| 5 czerwca 2016   | Jorge Navarro     | Johann Zarco     | Valentino Rossi   |
| 14 czerwca 2015  | Danny Kent        | Johann Zarco     | Jorge Lorenzo     |
| 15 czerwca 2014  | Álex Márquez      | Esteve Rabat     | Marc Márquez      |
| 16 czerwca 2013  | Luis Salom        | Pol Espargaró    | Jorge Lorenzo     |
| 3 czerwca 2012   | Maverick Viñales  | Thomas Lüthi     | Jorge Lorenzo     |
| Data             | 125 cm³           | Moto 2           | MotoGP            |
| 5 czerwca 2011   | Nicolás Terol     | Stefan Bradl     | Casey Stoner      |
| 4 czerwca 2010   | Marc Márquez      | Yuki Takahashi   | Jorge Lorenzo     |
| Data             | 125 cm³           | 250 cm³          | MotoGP            |
| 14 czerwca 2009  | Andrea Iannone    | Álvaro Bautista  | Valentino Rossi   |
| 8 czerwca 2008   | Mike Di Meglio    | Marco Simoncelli | Daniel Pedrosa    |
| 10 czerwca 2007  | Tomoyoshi Koyama  | Jorge Lorenzo    | Casey Stoner      |
| 18 czerwca 2006  | Álvaro Bautista   | Andrea Dovizioso | Valentino Rossi   |
| 12 czerwca 2005  | Mattia Pasini     | Daniel Pedrosa   | Valentino Rossi   |
| 13 czerwca 2004  | Héctor Barberá    | Randy de Puniet  | Valentino Rossi   |
| 15 czerwca 2003  | Daniel Pedrosa    | Randy de Puniet  | Loris Capirossi   |
| 16 czerwca 2002  | Manuel Poggiali   | Marco Melandri   | Valentino Rossi   |
| Data             | 125 cm³           | 250 cm³          | 500 cm³           |
| 17 czerwca 2001  | Lucio Cecchinello | Daijiro Kato     | Valentino Rossi   |
| 11 czerwca 2000  | Simone Sanna      | Olivier Jacque   | Kenny Roberts Jr. |
| 20 czerwca 1999  | Arnaud Vincent    | Valentino Rossi  | Àlex Crivillé     |
| 20 września 1998 | Tomomi Manako     | Valentino Rossi  | Michael Doohan    |
| 14 września 1997 | Valentino Rossi   | Ralf Waldmann    | Michael Doohan    |
| 15 września 1996 | Tomomi Manako     | Max Biaggi       | Carlos Checa      |

## Liczba zwycięstw zawodników
10 - Valentino Rossi,
6 - Jorge Lorenzo, 
3 - Dani Pedrosa, 
2 - Michael Doohan, Tomomi Manako, Randy de Puniet, Casey Stoner, Andrea Dovizioso, Marc Márquez, Álex Márquez, Johann Zarco,

1 - Max Biaggi, Carlos Checa, Ralf Waldmann, Arnaud Vincent, Àlex Crivillé, Simone Sanna, Olivier Jacque, Kenny Roberts Jr., Lucio Cecchinello, Daijirō Katō, Manuel Poggiali, Marco Melandri, Loris Capirossi, Héctor Barberá, Mattia Pasini, Álvaro Bautista, Tomoyoshi Koyama, Mike di Meglio, Marco Simoncelli, Andrea Iannone, Yūki Takahashi, Nicolás Terol, Stefan Bradl, Maverick Viñales, Thomas Lüthi, Luis Salom, Pol Espargaró, Esteve Rabat, Danny Kent, Jorge Navarro, Joan Mir, Enea Bastianini, Fabio Quartararo